# Karin Bertling
Karin Bertling (* 25. Mai 1937) ist eine schwedische Schauspielerin.

## Leben
Bertlings Filmkarriere begann erst im Alter von 63 Jahren, als sie 2001 im Kurzfilm Mannen utan ögon eine Matrone spielte. Bereits kurz darauf drehte sie mit Hannah med H ihren ersten schwedischen Kinofilm. Mit Die fünfte Frau spielte sie zum ersten Mal in einer Henning-Mankell-Verfilmung mit. Drei weitere Wallander-Verfilmungen mit jeweils unterschiedlichen Rollen folgten darauf bis 2010.

## Filmografie (Auswahl)
- 2001: Mannen utan ögon
- 2002: Die fünfte Frau (Den 5:e kvinnan)
- 2003: Hannah med H
- 2003: Der Mann, der lächelte (Mannen som log)
- 2005: Mankells Wallander: Vor dem Frost
- 2009: Nasty Old People
- 2010: Bella Block: Das schwarze Zimmer
- 2010: Wallander – Faceless Killers
- 2018: The Unthinkable (Den blomstertid nu kommer)